# Macroglossum navigatorum
Macroglossum navigatorum är en fjärilsart som beskrevs av Hans Rebel 1915. Macroglossum navigatorum ingår i släktet Macroglossum och familjen svärmare. Inga underarter finns listade i Catalogue of Life.